# Sistema bancário público alemão
O sistema bancário alemão está estruturado em três pilares diferentes, totalmente separados um do outro. Eles normalmente diferem em sua forma legal e propriedade. Bancos privados, representados por bancos como Deutsche Bank ou Commerzbank como empresas listadas, e Hauck & Aufhäuser ou Bankhaus Lampe como empresas privadas menos conhecidas, fazem parte do primeiro nível. O segundo nível é composto por bancos cooperativos, como os numerosos Volksbanken e Raiffeisenbanken. Eles são baseados em uma estrutura de membros em que cada membro, independentemente de sua participação no capital, tem um voto. O terceiro nível consiste em bancos públicos, que são um braço legalmente definido do setor bancário na Alemanha. Eles são divididos em dois grupos principais.
O Grupo Alemão de Finanças dos Bancos de Poupança (Sparkassen-Finanzgruppe) é o subsetor mais numeroso, com 431 bancos de poupança usando a marca Sparkasse, 8 Landesbanken, incluindo o DekaBank usando marcas separadas e 10 bancos de financiamento imobiliário usando o a marca LBS. A Deutscher Sparkassen- und Giroverband (Associação Alemã de Bancos de Poupança e Compensação, DSGV) representa os interesses da Sparkassen-Finanzgruppe em nível nacional e internacional, no que diz respeito ao direito e ao setor de serviços financeiros. Também coordena, promove e harmoniza os interesses da Sparkassen.
Com base nos estudos da OCDE, o sistema bancário público alemão teve uma participação de 40% do total de ativos bancários na Alemanha. Isso mostra o papel importante e significativo desse grupo de bancos na Alemanha.

## Bancos públicos alemães
Os bancos públicos na Alemanha são instituições financeiras, normalmente mantidas direta ou indiretamente pelo setor público, por exemplo, o governo federal, os estados, distritos administrativos ou cidades. Nem todas as empresas são totalmente públicas. Eles também podem ser definidos como públicos, fornecendo serviços de interesse público.
Os bancos públicos são representados pela Associação de Bancos do Setor Público Alemão (Bundesverband Öffentlicher Banken Deutschlands, VÖB) como uma das principais associações do setor bancário alemão. A associação conta com 34 membros comuns, mas para distinguir os diferentes grupos de bancos públicos, é importante saber que o Landesbanken como parte do Sparkassen-Finanzgruppe descrito abaixo, também são membros dessa associação.
O banco público típico atua como banco de desenvolvimento de negócios (Förderbank, Aufbaubank ou Investitionsbank) ou instituição internacional de projetos, infraestrutura e financiamento à exportação. Os representantes mais conhecidos desse grupo são o KfW-Group, o NRW.Bank na Renânia do Norte-Vestfália, o LfA Förderbank Bayern na Baviera e o L-Bank, Staatsbank für Baden-Württemberg em Baden-Wuerttemberg.
O Grupo de bancos públicos de desenvolvimento administra ativos de 880,9 bilhões de euros. No total, 13.000 pessoas trabalham para as várias instituições. (Dezembro de 2010)

## Sparkassen-Finanzgruppe/ Grupo de Finanças do Banco de Poupança Alemão

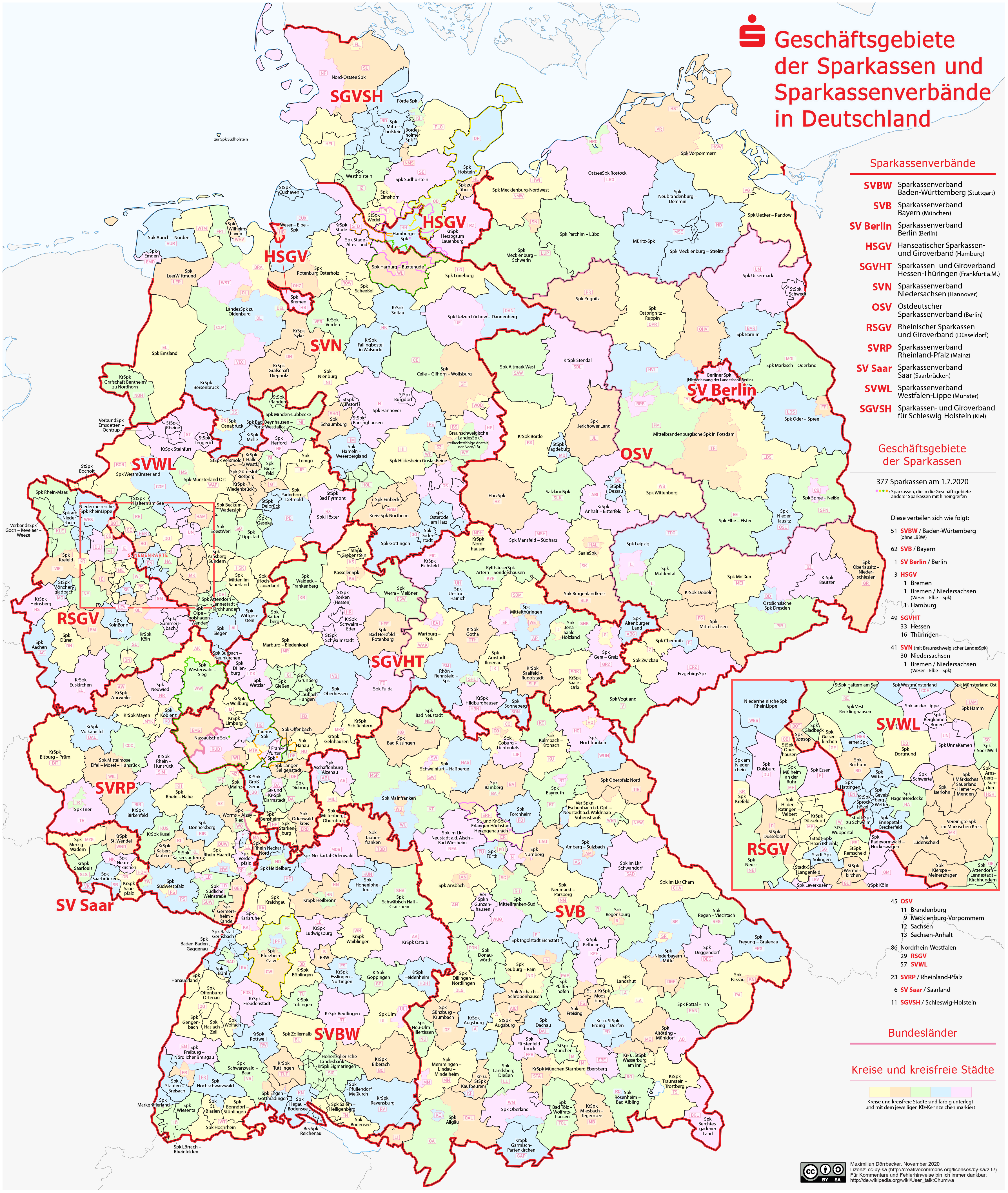
Salvando a cobertura dos bancos na Alemanha

Os bancos de poupança nos países de língua alemã são chamados Sparkasse (pl: Sparkassen). Eles trabalham como bancos comerciais em uma estrutura descentralizada. Cada banco de poupança é independente, gerenciado localmente e concentra suas atividades comerciais nos clientes da região em que está situado. Em geral, os bancos de poupança não têm fins lucrativos. Os acionistas dos bancos de poupança são geralmente cidades únicas ou numerosas cidades em um distrito administrativo. Cerca de 6 bancos de poupança (Bordesholmer Sparkasse AG, Spar- und Leihkasse zu Bredstedt AG, Sparkasse Bremen AG, Hamburger Sparkasse AG, Sparkasse zu Lübeck AG, Sparkasse Mittelholstein AG) são independentes dos municípios, seus acionistas e garantidores são fundações beneficentes; sua associação é a Verband der Deutschen Freien Öffentlichen Sparkassen.

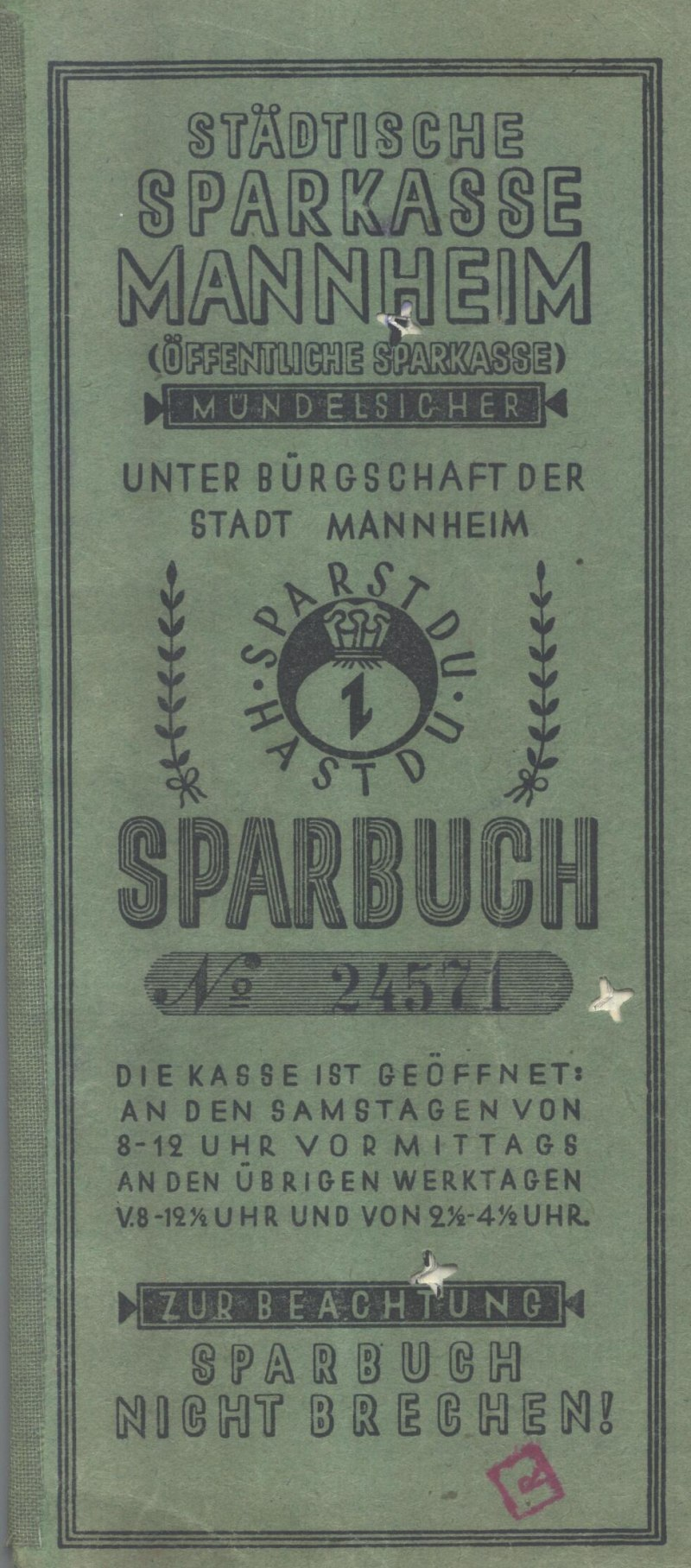
Sparkasse emitiu cadernetas aos depositantes. Foto: Mannheim 1942 caderneta ou sparbuch

Os primeiros bancos de poupança na Alemanha foram fundados no início do século XVIII em suas principais cidades comerciais. Uma das primeiras instituições com o modelo de negócios dos modernos bancos de poupança foi o Ersparungscasse der Hamburgischen Allgemeinen Versorgungsanstalt, em Hamburgo, em 1778. Os fundadores eram comerciantes, balconistas e acadêmicos ricos. Eles pretendiam desenvolver soluções para pessoas de baixa renda para economizar pequenas quantias de dinheiro e apoiar as empresas iniciantes. Em 1801, o primeiro banco de poupança com um garante municipal foi fundado em Göttingen para combater a pobreza. Entre 1850 e 1903, a ideia de bancos de poupança municipais se espalhou e o número de bancos de poupança na Alemanha aumentou de 630 para 2834. atendimento aos interesses públicos ainda é uma das características mais significativas dos bancos públicos em geral e da economia. bancos de poupança em particular. Embora o interesse público seja muito inespecífico, os objetos dessas empresas geralmente são
- prestação de serviços financeiros e monetários em regiões economicamente subdesenvolvidas
- apoiar processos de economia e acumulação de capital
- reforço da concorrência no setor bancário[17]

Logotipo Sparkasse

O total de ativos do Sparkassen é de cerca de 1 trilhão de euros. Os 431 bancos de poupança operam uma rede de mais de 15.600 agências e escritórios e empregam mais de 250.000 pessoas. bancos de poupança são bancos universais e fornecem todo o espectro de serviços bancários para clientes médios privados e comerciais. 50 milhões de clientes mantêm atividades comerciais com caixas de poupança. Apesar de independente e espalhou regionalmente, os bancos de poupança agir como uma unidade sob a marca Sparkasse com o famoso logotipo e a cor vermelha bem conhecida.
Dependendo da força da economia em sua região, os tamanhos dos bancos de poupança diferem extremamente. Enquanto o Hamburger Sparkasse, como o maior banco de poupança, possuía ativos totais de 37,7 bilhões de euros e 5.500 funcionários em 2009, o menor (Stadtsparkasse Bad Sachsa) possuía apenas 129,6 milhões de ativos e 45 funcionários.
A Associação Alemã de Bancos de Poupança (Deutscher Sparkassen- und Giroverband) foi fundada em 1924 como organização guarda-chuva para organizar os processos de tomada de decisão, coordenar a estratégia dos bancos de poupança e representar seus interesses políticos e reguladores em nível nacional e internacional.
As associações regionais são órgãos estatutários, bancos de poupança e seus detentores municipais (Gewährträger) são membros estatutários de. Eles são responsáveis pela coordenação entre os bancos de poupança de uma região. Eles também atuam como auditores e operam academias de bancos regionais para fins educacionais e de treinamento.

### Landesbanken
Os Landesbanken são de propriedade majoritária dos bancos de poupança regionais por meio de sua associação regional e do respectivo estado federal. Depois de vários fusões e aquisições, existem sete Landesbanken -Grupos esquerda: BayernLB, Norddeutsche Landesbank (Nord/LB), HSH Nordbank, Landesbank Baden-Württemberg (LBBW), Landesbank Berlin (LBB), Landesbank Hesse-Thuringen - Girozentrale (Helaba), WestLB. Bremer Landesbank Kreditanstalt Oldenburg - Girozentrale pertence com uma quota de 92,5% ao grupo Nord/LB. O restante é de propriedade do estado federal de Bremen. O Sachsen LB e o Landesbank Rheinland-Pfalz (LRP) desde abril de 2008 são subsidiárias do Landesbank Baden-Württemberg (LBBW). Até 21.06.2010, o BayernLB era acionista majoritário do Landesbank Saar (SaarLB), com uma participação de 75,1%. Desde junho de 2010, o Saarland se tornou acionista com uma participação de 35,2% e o BayernLB reduziu sua participação para 49,9%. Os 14,9% restantes são detidos pelo Sparkassen através de sua confederação regional.
Os bancos regionais/câmaras de compensação são os bancos centrais de uma associação de banco de poupança e atuam como o "banco principal" dos estados. Eles também são bancos locais, bancos hipotecários e bancos comerciais em geral. Seus deveres e poder são codificados nas leis bancárias de cada país dos Länder (Landesbankengesetze). As tarefas específicas dos bancos de poupança incluem a compensação central para pagamentos sem dinheiro e financiamento de liquidez para os bancos de poupança regionais. Eles também fornecem muitos serviços para os bancos de poupança da região em valores mobiliários e negócios nos países. Em contraste com os bancos de poupança, eles estão fazendo "banco de atacado" em vez de banco de varejo. Com ativos totais combinados de 1,6 trilhão de euros em dezembro de 2010, os 7 grupos Landesbanken empregam cerca de 44.000 pessoas.
O DekaBank, com suas subsidiárias, é o gerente central de ativos do Grupo de Finanças do Banco de Poupança da Alemanha. Sediada em Frankfurt e Berlim, fornece serviços de gerenciamento de ativos para o Sparkassen e o Landesbanken e seus clientes. Com ativos de fundos administrados de cerca de €155 bilhões, aproximadamente cinco milhões de depósitos de clientes e localizações de grupos no Luxemburgo e na Suíça o DekaBank Group é um dos maiores gerentes de ativos na Alemanha. As raízes do DekaBank remontam ao ano de 1918, quando a Deutsche Girozentrale (DGZ) foi fundada. Deka, como empresa de investimentos, foi fundada em 1956 (17.08.1956) pela DGZ, com uma participação de 23% em outros 11 Landesbanken regionais. O DekaBank de hoje foi criado em 1999 por uma fusão da DGZ e da Deka.
Até 8 de junho de 2011, o DekaBank era propriedade da German Savings Banks e da Giro Association Landesbanken, que agrupavam as ações da GLB GmbH & Co.OHG, que detinha as ações do DekaBank. Em 7 de abril de 2011, os bancos de poupança adquiriram a participação de 50% da landesbanken por um preço de 2,3 bilhões de euros para se tornar o único proprietário do DekaBank. A aquisição foi encerrada em 8 de junho de 2011 e o DekaBank tornou-se integralmente, de propriedade direta dos bancos de poupança.
3.700 pessoas em todo o grupo trabalham em uma das três divisões de negócios AMK (Asset Management Markets Markets), AMI (Asset Management Real Estate Business), C&M (Corporate and Markets), a divisão de vendas ou um dos centros corporativos.

### Landesbausparkassen
O Landesbausparkassen é subsidiária do Sparkassen e de suas associações e é organizada regionalmente, com foco no setor imobiliário. Existem 10 Landesbausparkassen na Alemanha que empregam cerca de 8.900 pessoas. Seu balanço combinado mostra ativos totais de 52 bilhões de euros em dezembro de 2009.
O principal negócio do Landesbausparkassen é a oferta de produtos coletivos de economia imobiliária (Bausparen) e o fornecimento de empréstimos hipotecários residenciais com juros baixos.

### Outros membros
Além de várias unidades bancárias, o Sparkassen-Finanzgruppe também consiste em 11 grupos regionais de seguros públicos, empresas de leasing e fatoração, ou seja, o Deutsche Leasing-Group, e várias empresas de capital de risco.